# Dzi
Pour les articles homonymes, voir DZI.

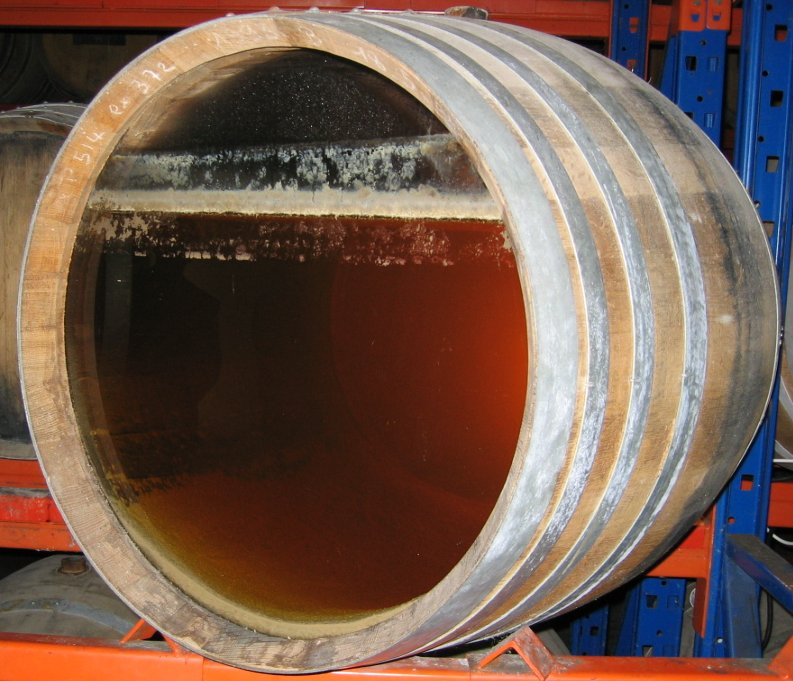
Voile à la surface d'un vin jaune du Jura (France) vieilli dans un tonneau vitré pendant 6 ans.

Le dzi (en français, douzil) est un robinet qui permet de tirer du vin d'un tonneau. Il mesure de cinq à huit centimètres, la fermeture du robinet est assurée par une cheville que l'on retire pour permettre au liquide de couler.
Ce type de robinet est utilisé dans le Jura pour la dégustation des vins de voile. L'utilisation d'une pipette à vin comme dans les autres vignobles, si elle était employée, percerait le voile bactérien caractéristique de cet élevage du vin. Cela entraînerait une contamination du vin qui est protégé par le voile.
Il est considéré comme un emblème de la fête de la Percée du vin jaune,